# Udvandrere på Larsens Plads
Udvandrere på Larsens Plads er et maleri af Edvard Petersen fra 1890.
Edvard Petersen var en socialrealistisk maler, der afbildede arbejdernes hverdagsliv.

## Motiv
I Udvandrere på Larsens Plads ses en gruppe mennesker, som befinder sig på Larsens Plads i København. De vil udvandre til Amerika om bord på damperen S/S ”Danmark”, der ses i baggrunden. Skibet tilhørte Thingvalla. Petersen skildrer en realistisk hverdag fra sin tid, hvor mange arbejdsløse eller fattige danskere emigrerede til Amerika.

## Forlis
S/S "Danmark" forliste 4. april 1889 i Atlanterhavet med 735 mennesker om bord på positionen 46.16 Nord og 38.36 Vest. Alle om bord blev reddet af mandskab fra ”Missouri”, som sejlede under britisk flag, men tilhørte Atlantic Transport Line i Baltimore i USA.